# Port lotniczy El Jocotillo
Port lotniczy El Jocotillo (hiszp.: Aeropuerto El Jocotillo) – jeden z salwadorskich portów lotniczych, znajdujący się w miejscowości El Jocotillo.